# Parytet siły nabywczej
Parytet siły nabywczej, PSN  (ang. purchasing power parity, PPP) – kurs walutowy wyliczony poprzez porównanie cen sztywno ustalonego koszyka towarów i usług w różnych państwach w tym samym czasie, wyrażonych w walutach tych państw.

## Opis
Parytet siły nabywczej ułatwia dokonywanie porównań standardów życia w różnych państwach. 
Zasadniczą kwestią jest zebranie danych o cenach z zagregowanej listy towarów i usług, która zawiera produkty porównywalne i reprezentatywne dla analizowanych krajów. Parytet siły nabywczej jest lepszym wskaźnikiem od finansowego (giełdowo-bankowego) kursu walutowego, gdyż uwzględnia siłę nabywczą ludności.